# إشتفان سيمون
إشتفان سيمون (بالمجرية: Simon István)‏ هو عداء مسافات طويلة مجري، ولد في 8 ديسمبر 1912، وتوفي في 20 يوليو 1995.

## وصلات خارجية
- إشتفان سيمون على موقع أوليمبيديا (الإنجليزية)
- إشتفان سيمون على موقع اللجنة الأولمبية المجرية (الهنغارية)